# غروزة (سادات محمودي)
غروزة (بالفارسية: گروزه) هي قرية تقع في إيران في قسم سادات محمودي الريفي. يقدر عدد سكانها بـ 20 نسمة .